# Justia
Justia è un sito web giuridico in lingua inglese fondato nel 2003 da Tim Stanley, ex collaboratore del sito FindLaw. La società che lo gestisce ha sede a Mountain View, in California.
Justia.com rende gratuitamente consultabili testi di sentenze, codici di leggi, casi legali, pareri tecnici e altre fonti della giurisprudenza statunitense. Inoltre, contiene una sezione apagamento dedicata agli avvocati professionisti e all'hosting di siti web.
Nel 2007, un articolo del The New York Times ha dichiarato che Justia spendeva circa "$ 10.000 al mese" per "copiare i documenti" dalla Corte suprema degli Stati Uniti e pubblicarli online, al fine di renderli disponibili ai cittadini senza la necessità di pagare alcun contributo all'erario statale.